# Lodní plachta
Plachta je jeden ze základních prvků na lodích nazývaných plachetnice. Lodě ji při plachtění používají jako pohon (v tomto smyslu jde o první využití přírodní síly člověkem vůbec.) Plachty mohou fungovat ve dvou režimech – odporovém, či jako křídlo letadla. Správný tvar plachty připomíná prohnutou desku, kolem které proudí vzduch (vítr). Když proudí vhodným směrem, vzniká na jedné straně plachty podtlak a na druhé přetlak, jako je tomu u křídla letadla.

## Typy plachet

Porovnání kosatky (vlevo) a geny (vpravo)

- příčná plachta
- kosatka a stěhovka
- genoa, gena
- lugrová plachta
- trapézová arabská plachta
- latinská plachta
- vratiplachta
- vratiplachta s vrcholovou plachtou
- bermudská plachta
- rozpěrová plachta
- čínská lugová plachta
- račí kleště z Polynésie
- račí kleště z Nové Guineje
- račí kleště z Havaje
- čtyřcípá plachta z Melanésie
- trojcípá plachta z Nového Zélandu

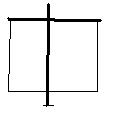
Příčná plachta
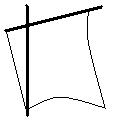
Lugrová plachta
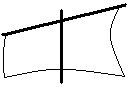
Trapézová arabská plachta
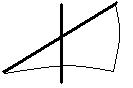
Latinská plachta
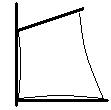
Vratiplachta
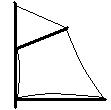
Vratiplachta s vrcholovou (někdy též čnělkovou) plachtou
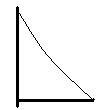
Bermudská plachta
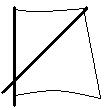
Rozpěrová plachta
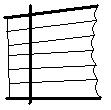
Čínská lugová plachta
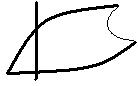
Račí kleště z Polynésie
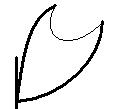
Račí kleště z Nové Guineje
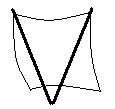
Čtyřcípá plachta z Melanésie
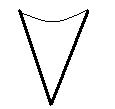
Trojcípá plachta z Nového Zélandu

## Popis plachty – názvosloví
- Přední lík/lem plachty – strana s jezdci (oky, nebo jiným podobným mechanizmem), která umožňuje vytažení plachty na stěžeň (hlavní plachta), přední stěh (kosatka)
- zadní lík/lem plachty – volná strana plachty (u hlavní plachty)
- spodní lík/lem plachty – strana plachty, která je nejblíže k palubě (u hlavní plachty je uchycena k ráhnu)
- vrcholová výztuha – trojúhelníková deska určená ke zpevnění hlavy plachty
- spíry – výztuhy v hlavní plachtě (pro udržení lepšího profilu plachty)
- hlava plachty – vrch plachty. U podélného oplachtění to je místo, kde se střetává přední a zadní lík (v tomto místě je umístěno oko, ke kterému se navazuje výtah plachty). U příčného oplachtění to je celá horní hrana plachty, kterou se plachta šněruje k ráhnu.
- špioni – pomocné třásně na kosatce, či vratiplachtě (pomáhají při trimování plachty)

## Oplachtění

### Příčné oplachtění
Je tvořeno příčnými plachtami, které jsou zavěšeny na ráhnech. Příčné oplachtění měly lodě staroegyptské, řecké, římské, skandinávské drakkary a snekkary, hanzovní kogy a další. S příchodem karavel, karak a galeon se rozvíjí, pozdější typy lodí mají příčné oplachtění kombinováno s podélným (předozadním).

### Podélné (předozadní) oplachtění
Zahrnuje plachtu latinskou, lugovou, vratiplachtu, rozpěrovou plachtu, bermudskou plachtu, létavku a plachty z dálného východu a Polynésie.

### Příčné plachty na stěžni odspoda nahoru
- dolní/hlavní
- košová
- horní košová (pokud je plachta na košové čnělce rozdělena na dvě menší)
- brámová
- horní brámová (pokud je plachta na brámové čnělce rozdělena na dvě menší)
- královská
- oblohová
- měsíční

Měsíční a oblohová nejsou příliš obvyklé.

### Galerie plachet z různých materiálů

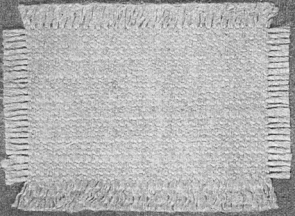
Vzorek tkaniny na lodní plachty asi z roku 1925 (z konopné příze)
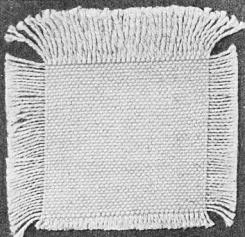
Vzorek bavlněné tkaniny na lodní plachty asi z roku 1925
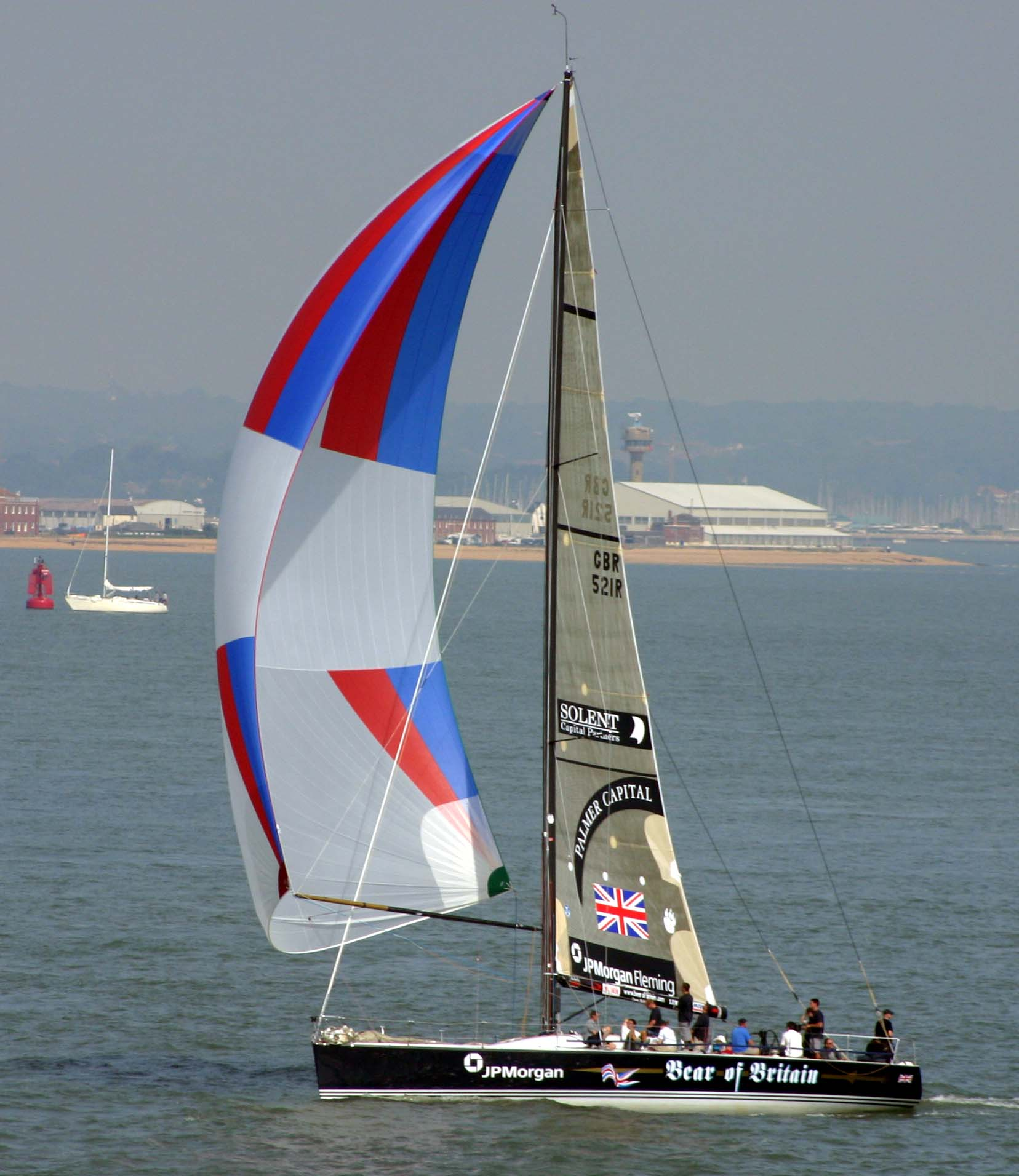
Plachta z polyamidové tkaniny (2004)
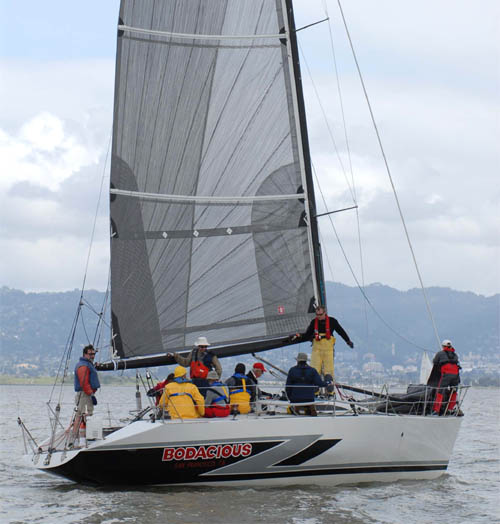
Plachta tkaná z uhlíkových vláken (v typické šedé a černé barvě), asi z roku 2006
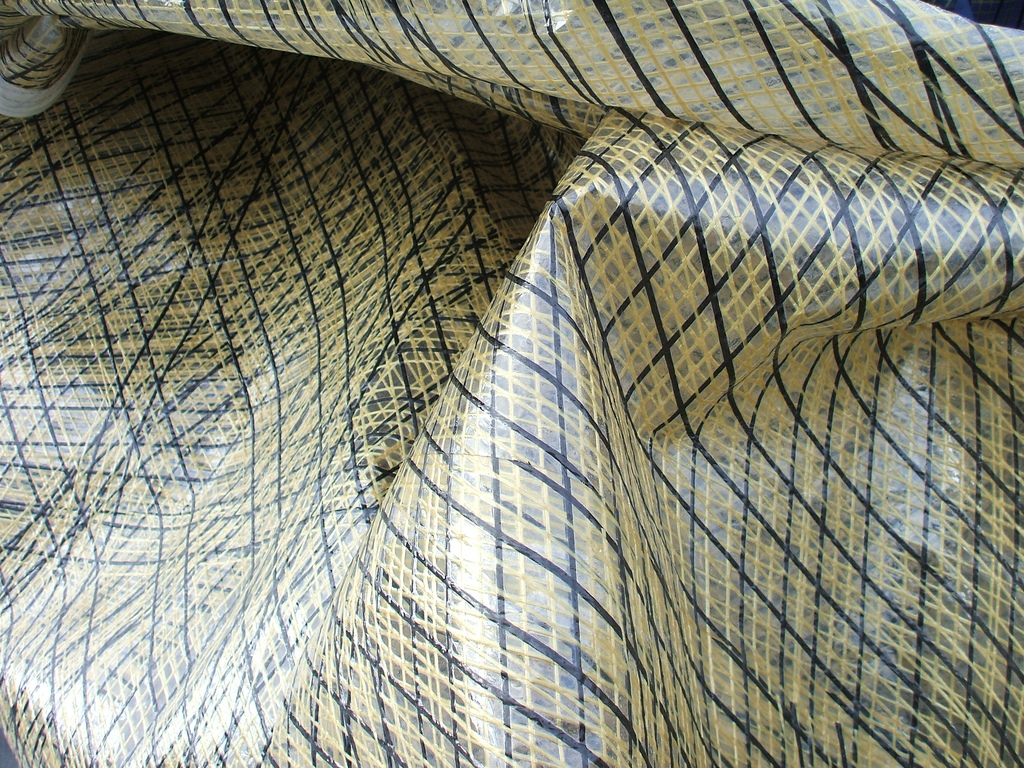
Plachta z proplétané textilie (směs kevlar/uhlíková vlákna) z roku 2006